# Edward Radwański
Edward Adam Radwański (ur. 13 stycznia 1929 w Ostrowi Mazowieckiej, zm. 16 lutego 2020) – polski specjalista w zakresie mechaniki, doc. dr hab. Honorowy Obywatel Miasta Ostrów Mazowiecka.

## Życiorys
Od 1944 r. był aktywnie zaangażowany w działalność Związku Harcerstwa Polskiego, zorganizował i przewodniczył Harcerskiemu Oddziałowi Pożarniczemu w rodzinnym mieście. W 1947 r. przeprowadził się do Warszawy, gdzie ukończył VIII Liceum Ogólnokształcące im. Władysława IV, a następnie studia na Politechnice Warszawskiej. Obronił pracę doktorską, następnie uzyskał stopień doktora habilitowanego. Pracował w Instytucie Techniki Cieplnej na Wydziale Mechanicznym Energetyki i Lotnictwa Politechniki Warszawskiej.
Zmarł 16 lutego 2020. Pochowany na Cmentarzu Komunalnym Północnym w Warszawie.